# Топонимия Германии

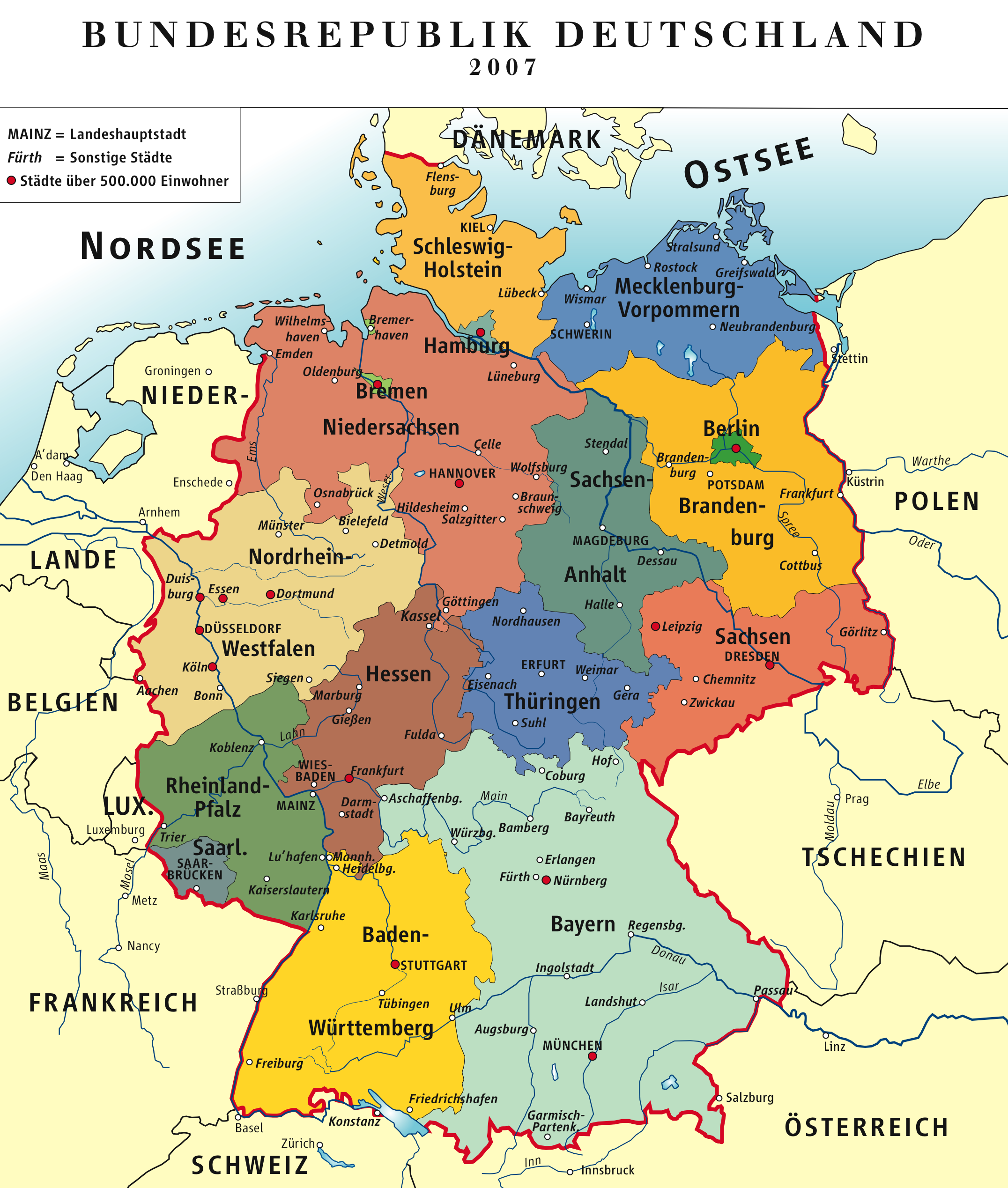
Административное деление Германии и крупнейшие города

Топонимия Германии — совокупность географических названий, включающая наименования природных и культурных объектов на территории Германии. Структура и состав топонимии страны обусловлены её географическим положением, этническим составом населения и богатой историей.

## Формирование и состав топонимии
В. А. Жучкевич выделяет в топонимии Германии следующие пласты:
- кельтский (главным образом к западу от Эльбы) — Тун, Мармаген[нем.], Вормс и т. д.;
- римский (латинский) — Кассель, Кобленц, Кёльн, Констанц, Пассау, Трир;
- славянский (к востоку от Эльбы и Тюрингии) — Любек, Плауэн, Росток;
- германский[1].

Древний индоевропейский пласт отмечен в гидронимах региона (Везер, Зале, Майн, Саар, Эльба, Рур). Некоторые из этих названий относят к кельтским топонимам.
С данным пластом связаны топонимы Рейн (renos — «текущая вода»), Бонн (bona — «город»), Вена (Vindobona — «белый город»), Бавария (по кельтскому этнониму бойи) и др. Иллирийские элементы возможны в австрийской топонимии.
Некоторые города Германии и Австрии возникли как римские укрепления. Эти топонимы составляют латинский пласт названий. Таковыми являются ойконимы Кёльн (Колония Агриппина), Вадуц (Валлис Дульцис — «сладкая долина»), Кассель (Кастеллум — «крепость»), Трир (Августа Треверорум по племени кельтов) и др.

## Топонимическая политика
Вопросами топонимической политики в Германии занимается созданный в 1959 году Постоянный комитет по географическим названиям (нем. Staendiger
Ausschuss fuer geographische Namen, StAGN), который возглавляет В.Реех. Расположен во Франкфурте-на-Майне.

### на русском языке
- Инструкция по русской передаче немецких географических названий / Сост.: В. С. Широкова; ред. Г. П. Бондарук. — М., 1974. — 32 с.
- Жучкевич В.А. Общая топонимика. Издание 2-е, исправленное и  дополненное. — Минск: Вышэйная школа, 1968. — С. 432.
- Никонов В.А. Краткий топонимический словарь / ред. Е.И.Белёв. — М.: Мысль, 1966. — 509 с. — 32 000 экз.
- Поспелов Е. М. Географические названия мира. Топонимический словарь / отв. ред. Р. А. Агеева. — 2-е изд., стереотип. — М.: Русские словари, Астрель, АСТ, 2002. — 512 с. — 3000 экз. — ISBN 5-17-001389-2.
- Словарь географических названий зарубежных стран / А. М. Комков. — М.: Недра, 1986. — 459 с.

### на немецком языке
- Ingo Reiffenstein: Bezeichnungen der deutschen Gesamtsprache. In: Werner Besch u. a. (Hrsg.): Sprachgeschichte. Ein Handbuch zur Geschichte der deutschen Sprache und ihrer Erforschung. Band 3, 2., vollständig neu bearbeitete und erweiterte Auflage, de Gruyter, Berlin 2003, S. 2191—2205 Nr. 156. ISBN 3-11-015883-3 (= Handbücher zur Sprach- und Kommunikationswissenschaft. Band 2).
- Wolfgang Krischke: Was heißt hier Deutsch? Kleine Geschichte der deutschen Sprache. Beck, München 2009, ISBN 978-3-406-59243-0 (= Becksche Reihe 4076).